# Denis Halinský
Denis Halinský (* 13. července 2003 Králův Dvůr) je český profesionální fotbalista, který hraje na pozici středního obránce za český klub FC Slovan Liberec, kde je na hostování ze Slavie Praha, a za český národní tým do 21 let.

## Klubová kariéra
Halinský je odchovancem Příbrami, do jejíž akademie přišel v roce 2017. V A-týmu debutoval 24. července 2021, kdy odehrál celé utkání prvního kola druhé ligy proti Prostějova. V sezóně 2021/22 nastoupil do 29 soutěžních zápasů, v nichž vstřelil 2 branky.
V létě 2022 přestoupil Halinský z Příbrami do pražské Slavie. Obratem však odešel na hostování do druholigové Vlašimi.
Halinský v ročníku 2023/24 hostoval v Pardubicích a ve své první sezoně v nejvyšší soutěži zasáhl za Východočechy do 27 utkání. V květnu 2024 prodloužil smlouvu ve Slavii, nastoupil s ní do přípravy a několika zápasů, ale místo v sestavě si nevybojoval.
V červenci 2024 odešel Halinský na další roční hostování, tentokráte do Slovanu Liberec. Halinský se v Liberci znovu sešel s trenérem Radoslavem Kováčem, jenž ho vedl i v Pardubicích.

## Reprezentační kariéra
Halinský je od června 2022 českým mládežnickým reprezentantem.